# 2С8
2С8 «Астра» — советский опытный 120-мм батальонный самоходный миномёт. Разработан в горьковском ЦНИИ «Буревестник» на базе 122-мм самоходной гаубицы 2С1 «Гвоздика». Главный конструктор проекта — Ю. Н. Козлов. Работы остановлены в 1977 году в пользу 120-мм универсального самоходного артиллерийского орудия 2С17 «Нона-СВ».

## История создания
В 1945 году закончилась Вторая мировая война, к тому времени на вооружении Советского Союза состояли в основном противотанковые и штурмовые САУ. Основным применением таких САУ было непосредственное сопровождение пехоты и танков и стрельба по вражеским целям прямой наводкой. В то же время в западных странах и США имелись САУ, предназначенные для ведения огня с закрытых позиций. Постепенно самоходная артиллерия в этих странах начала вытеснять буксируемую. Незаменимость самоходной артиллерии в локальных конфликтах стала очевидна, поэтому в период с 1947 по 1953 год были проведены изыскания по созданию новых самоходных гаубиц, однако в 1955 году по указанию Н. С. Хрущёва большинство работ по самоходной артиллерии было прекращено. Некоторое время спустя Министерство обороны СССР пришло к выводам, что стратегическая ядерная война маловероятна, так как приведёт к уничтожению обеих воюющих сторон. При этом более реальными могли стать локальные конфликты с использованием тактических ядерных вооружений. В таких конфликтах самоходная артиллерия имела неоспоримое преимущество перед буксируемой.
С отставкой Н. С. Хрущёва разработка самоходной артиллерии в СССР была возобновлена. К концу 1960-х — началу 1970-х годов для нужд Сухопутных войск СССР была задана разработка новых самоходных артиллерийских установок: 2С1 — для полкового звена, 2С3 — для дивизионного, 2С5 — для армейского, 2С4 и 2С7 — для резерва Верховного Главнокомандования. В то же время из полкового звена на вооружение батальонной артиллерии были переданы 120-мм миномёты, что существенно увеличивало огневые возможности батальонов. Однако одновременно от передаваемых миномётов требовалось повышение подвижности на поле боя. 13 сентября 1969 года постановлением комиссии по военно-промышленным вопросам при Совете министров СССР была задана разработка самоходных миномётов калибра 120 мм как для сухопутных войск, так и для ВДВ.
Предварительно ВНИИ-100 в 1965 году выполнил научно-исследовательскую работу по определению облика и базовых характеристик самоходного миномёта. В ходе исследований были проработаны два варианта. В обоих вариантах основным вооружением являлся 120-мм миномёт с баллистикой 120-мм полкового миномёта М-120, а в качестве шасси предлагалось использовать боевую машину пехоты БМП-1. Первый вариант предполагал установку казнозарядного миномёта в закрытую поворотную башню кругового обстрела. Мины должны были подаваться из барабана, вмещавшего шесть артиллерийских выстрелов. По второму варианту предполагалось размещение миномёта М-120 внутри корпуса машины на стандартном лафете, при этом шасси должно было оборудоваться откидной крышей. В боевом положении крыша открывалась, а мины подавались в миномёт силами расчёта с дульной части орудия. Помимо вариантов, проработанных ВНИИ-100, в инициативном порядке были созданы и другие варианты самоходных миномётов для артиллерии батальонного звена. Среди них были: 120-мм миномёт «Тунджа» на базе МТ-ЛБ и 82-мм миномёт на базе БТР-60. К концу 1960-х годов П. П. Исаков добился запрета на использование БМП-1 для создания специализированных боевых машин, поэтому в качестве базового было решено использовать шасси самоходной гаубицы 2С1. Полученные проработки легли в основу ОКР под наименованием «Астра» (индекс ГРАУ — 2С8).
| Таблица ТТХ аванпроектов 120-мм самоходного миномёта, выполненных во ВНИИ-100 |                 |                 |
| База                                                                          | Объект 765      | Объект 765      |
| Основные характеристики                                                       |                 |                 |
| Тип установки орудия                                                          | закрытая        | открытая        |
| Экипаж, чел.                                                                  | 5               | 5               |
| Боевая масса, т                                                               | 12,337          | 12,248          |
| Вооружение                                                                    |                 |                 |
| Марка орудия                                                                  | типа М-120      | М-120           |
| Углы ВН, град                                                                 | +35…+80         | +45…+85         |
| Углы ГН, град                                                                 | 360             | 40              |
| Возимый боекомплект, выстр.                                                   | 80              | 64              |
| Пулемёт                                                                       | 1 × 7,62-мм ПКТ | 1 × 7,62-мм ПКТ |
| Боекомплект пулемёта, патр.                                                   | 2000            | 2000            |
| Подвижность                                                                   |                 |                 |
| Марка двигателя                                                               | УТД-20          | УТД-20          |
| Мощность двигателя, л.с.                                                      | 300             | 300             |
| Максимальная скорость по шоссе, км/ч                                          | 65              | 65              |
| Запас хода по шоссе, км                                                       | 500             | 300             |

Разработку самоходного миномёта 2С8 вёл отдел № 21 Центрального научно-исследовательского института «Буревестник» под руководством Ю. Н. Козлова. К 1977 году был изготовлен и испытан опытный образец самоходного миномёта «Астра». В это же время в ЦНИИ точного машиностроения под руководством А. Г. Новожилова активно велись работы над универсальным 120-мм самоходным орудием для нужд ВДВ — 2С9 «Нона-С», способным вести стрельбу как обычными минами, так и снарядами с готовыми нарезами. Успешные результаты испытаний, полученные в ходе разработки новой универсальной САУ привлекли внимание командования сухопутных войск, которое пожелало получить такую же систему, но адаптированную под специфические задачи мотострелковых войск. В связи с этим, в июле 1977 года на межотраслевом совещании было подписано решение о закрытии работ по самоходному миномёту «Астра» и подготовке решения об открытии новой работы по созданию 120-мм самоходного артиллерийского орудия 2С17 «Нона-СВ» для батальонной артиллерии сухопутных войск, вооружённого 120-мм нарезным орудием типа 2А51.

## Описание конструкции
За базу самоходного миномёта 2С8 было взято шасси самоходной гаубицы 2С1 «Гвоздика». Во вращающейся башне вместо гаубицы 2А31 устанавливался казнозарядный 120-мм миномёт. По своим баллистическим характеристикам миномёт был аналогичен буксируемому полковому миномёту образца 1955 года. В номенклатуру боеприпасов входили осколочно-фугасные артиллерийские мины типа 3ОФ34, 3ОФ36, а также 53-ОФ-843А. Дальность стрельбы обычной миной до 7,1 км, а активно-реактивной — до 9,0 км. С целью уменьшения загазованности боевого отделения, на миномёте был установлен эжектор и продольно-скользящий поршневой затвор. Кроме того, миномёт был оснащён гидропневматическим досылателем для увеличения скорострельности.

### Применяемые выстрелы
| Характеристики основных применяемых боеприпасов СМ 2С8 |             |                |              |                  |                                  |                               |                                     |
| Индекс выстрела                                        | Индекс мины | Масса мины, кг | Масса ВВ, кг | Марка взрывателя | Площадь поражения живой силы, м² | Площадь поражения техники, м² | Максимальная дальность стрельбы, км |
| Выстрелы для миномётов М-120                           |             |                |              |                  |                                  |                               |                                     |
| Осколочно-фугасные                                     |             |                |              |                  |                                  |                               |                                     |
| 3ВОФ68                                                 | 3ОФ34       | 16,1           | 3,43         | М-12             | 2250                             | 1200                          | 7,1                                 |
| 3ВОФ69                                                 | 3ОФ36       | 16,1           | 3,16         | М-12             | 1700                             | 700                           | 7,1                                 |
| 3ВОФ79                                                 | 53-ОФ-843Б  | 16             | 1,4          | М-12, ГВМЗ-7     | 1200                             | 200                           | 7,1                                 |
| Выстрелы для миномётов ПМ-38, ПМ-41, ПМ-43             |             |                |              |                  |                                  |                               |                                     |
| Фугасные                                               |             |                |              |                  |                                  |                               |                                     |
| 53-ВФ-843                                              | 53-Ф-843    | 16,2           | 3,93         | М-12             |                                  |                               | 4,1                                 |
| Осколочно-фугасные                                     |             |                |              |                  |                                  |                               |                                     |
| 53-ВОФ-843                                             | 53-ОФ-843   | 15,9           | 3,0          | М-12             |                                  |                               | 5,7                                 |
| 53-ВОФ-843А                                            | 53-ОФ-843А  | 15,9           | 1,58         | М-12             |                                  |                               | 5,52                                |
| 53-ВОФ-843Б                                            | 53-ОФ-843Б  | 16             | 1,4          | М-12, ГВМЗ-7     | 1200                             | 200                           | 5,7                                 |
| 3ВОФ3                                                  | 3ОФ5        | 15,6           | 1,25         | АР-27            |                                  |                               | 5,35                                |
| 3ВОФ53                                                 | 3ОФ34       | 16,1           | 3,43         | М-12             | 2250                             | 1200                          | 5,7                                 |
| 3ВОФ57                                                 | 3ОФ36       | 16,1           | 3,16         | М-12             | 1700                             | 700                           | 5,7                                 |
| Зажигательные                                          |             |                |              |                  |                                  |                               |                                     |
| 53-ВЗ-843А                                             | 53-З-843А   | 17             | 1,359        | М-5, М-6         |                                  | —                             | 5,47                                |
| 3ВЗ4                                                   | 3-з-2       | 16,3           | 1,94         | Т-1              | 1700                             | —                             | 5,7                                 |
| Дымовые                                                |             |                |              |                  |                                  |                               |                                     |
| 53-ВД-843А                                             | 53-Д-843А   | 16,44          | 1,6          | М-12             | —                                | —                             | 5,5                                 |
| 3ВД5                                                   | 3Д5         | 16,6           | 1,65         | М-12, ГВМЗ-7     | —                                | —                             | 5,8                                 |
| Осветительные                                          |             |                |              |                  |                                  |                               |                                     |
| 53-ВС-843                                              | 53-С-843    | 16,28          | 0,875        | Т-1              | —                                | —                             | 5,4                                 |
| 3ВС24                                                  | 3С9         | 16,28          | 1,28         | Т-1              | —                                | —                             | 5,4                                 |

## Оценка машины
|                                         | 2С8     | 2С17                  | 2С31                  |
| --------------------------------------- | ------- | --------------------- | --------------------- |
| Год принятия на вооружение              | опытная | опытная               | 2010                  |
| Базовое шасси                           | 2С1     | 2С1                   | 2С18                  |
| Калибр орудия, мм                       | 120     | 120                   | 120                   |
| Марка орудия                            |         | 2А60                  | 2А80                  |
| Тип орудия                              | миномёт | пушка-гаубица-миномёт | пушка-гаубица-миномёт |
| Максимальная дальность стрельбы ОФМ, км | 7,1     | 7,2                   | 7,5                   |
| Максимальная дальность стрельбы ОФС, км | —       | 8,8                   | 13,0                  |
| Максимальная дальность стрельбы АРС, км | 9,0     | 12,8                  | 14,0                  |

Основной причиной отказа от дальнейших испытаний и принятия на вооружение самоходного миномёта «Астра» была разработка более совершенного нарезного 120-мм орудия 2А51, способного вести стрельбу снарядами с готовыми нарезами. Использование таких снарядов повышало эффективность ведения огня в 2—2,5 раза за счёт более равномерного распределения взрывчатого вещества и, как следствие, более равномерного дробления корпуса снаряда на осколки. Нарезные снаряды также обладали большей начальной скоростью разлёта осколков (1850 м/с против 1300 м/с у мин). Кроме того, артиллерийские мины к глакдоствольным миномётам исчерпали свой потенциал по дальнейшей модернизации и совершенствованию. В связи с этим, проведение дальнейших работ по самоходному миномёту 2С8 было расценено Министерством оборонной промышленности СССР как нецелесообразное. Вместо самоходного миномёта 2С8 были начаты изыскания по 120-мм самоходному артиллерийскому орудию 2С17, а также активизировались работы по буксируемому батальонному миномётному комплексу 2С12 «Сани». Позже в конце 1980-х годов работы по САО 2С17 также были закрыты, уже в пользу более совершенного САО батальонно-полкового уровня 2С31 «Вена», поступившего на вооружение только в 2010 году уже после распада СССР. Таким образом, за годы существования СССР, батальонное звено советских сухопутных войск так и не получило на вооружение гусеничные самоходные артиллерийские установки, не считая устанавливаемых силами специалистов ОКСВА кустарным способом 82-мм миномётов 2Б9 на крышу многоцелевого тягача МТ-ЛБ во время боевых действий в Афганистане.
|                          | 2С8           | B1.10 Tundzha | vz.85 PRÁM-S | M1064    |
| ------------------------ | ------------- | ------------- | ------------ | -------- |
|                          |               |               |              |          |
| Год разработки           | 1977          | 1981          | 1982         | 1990-е   |
| Базовое шасси            | 2С1           | МТ-ЛБ         | БМП-1        | M113     |
| Масса, т                 | не более 15,4 | 12,05         | 16,97        | 13,11    |
| Экипаж, чел.             |               | 5             | 4            | 4        |
| Тип установки орудия     | башенная      | открытая      | рубочная     | открытая |
| Углы ГН, град.           | 360           | 10…52         | 30           | 90       |
| Возимый боезапас, выстр. |               | 60            | 80           | 69       |

Помимо СССР, тема 120-мм самоходных миномётных комплексов на бронированном шасси прорабатывалась и в других странах-членах Варшавского договора. Несмотря на то, что в СССР самоходный миномёт «Тунджа» на вооружение не поступил, его лицензионный вариант B1.10 Tundzha производился серийно в Болгарской Народной Республике. Миномёт представляет собой шасси гусеничного транспортёра МТ-ЛБ, в котором размещаются укладки с минами, а также 120-мм миномёт М-120 или 2Б11. В отличие от 2С8, миномёт может сниматься с шасси и устанавливаться на стандартную опорную плиту для ведения огня с грунта. В Чехословакии на базе выпускаемой лицензионной версии BVP-1 был разработан самоходный миномёт vz.85 PRÁM-S. 120-мм миномёт устанавливался в закрытую броневую рубку, которая обеспечивала наведение орудия по горизонту в диапазоне углов от −15 до +15 градусов. Возимый боекомплект составлял 80 мин, 21 из которых укладывалась в конвейерную укладку для удобства заряжания и увеличения максимальной скорострельности орудия, которая теоретически составляла до 18—20 выстрелов за первую минуту стрельбы.
К началу 1990-х годов особый интерес к самоходным 120-мм миномётам проявили страны-участницы НАТО. Всплеск спроса на подобные системы был связан с возросшими потребностями сил быстрого реагирования. В 1987 году английская оружейная компания BAE Systems продемонстрировала макетный образец самоходной миномётной системы AMS, выполненной на базе бронетранспортёра M113A2, однако серийное производство было развёрнуто на базе колёсной бронированной машины LAV-25 в 1995 году. В США на базе уже имеющегося 107-мм миномётного комплекса M106A2 была создана модификация, получившая обозначение M1064. От базового образца она отличается установкой 120-мм миномёта M121. Миномёт устанавливается в кормовой части корпуса на поворотную плиту, обеспечивающую горизонтальный угол обстрела 90° в задней полусфере машины.